# Rue Berlioz (Paris)
Pour les articles homonymes, voir Rue Berlioz.
La rue Berlioz est une voie du 16e arrondissement de Paris, en France.

## Situation et accès

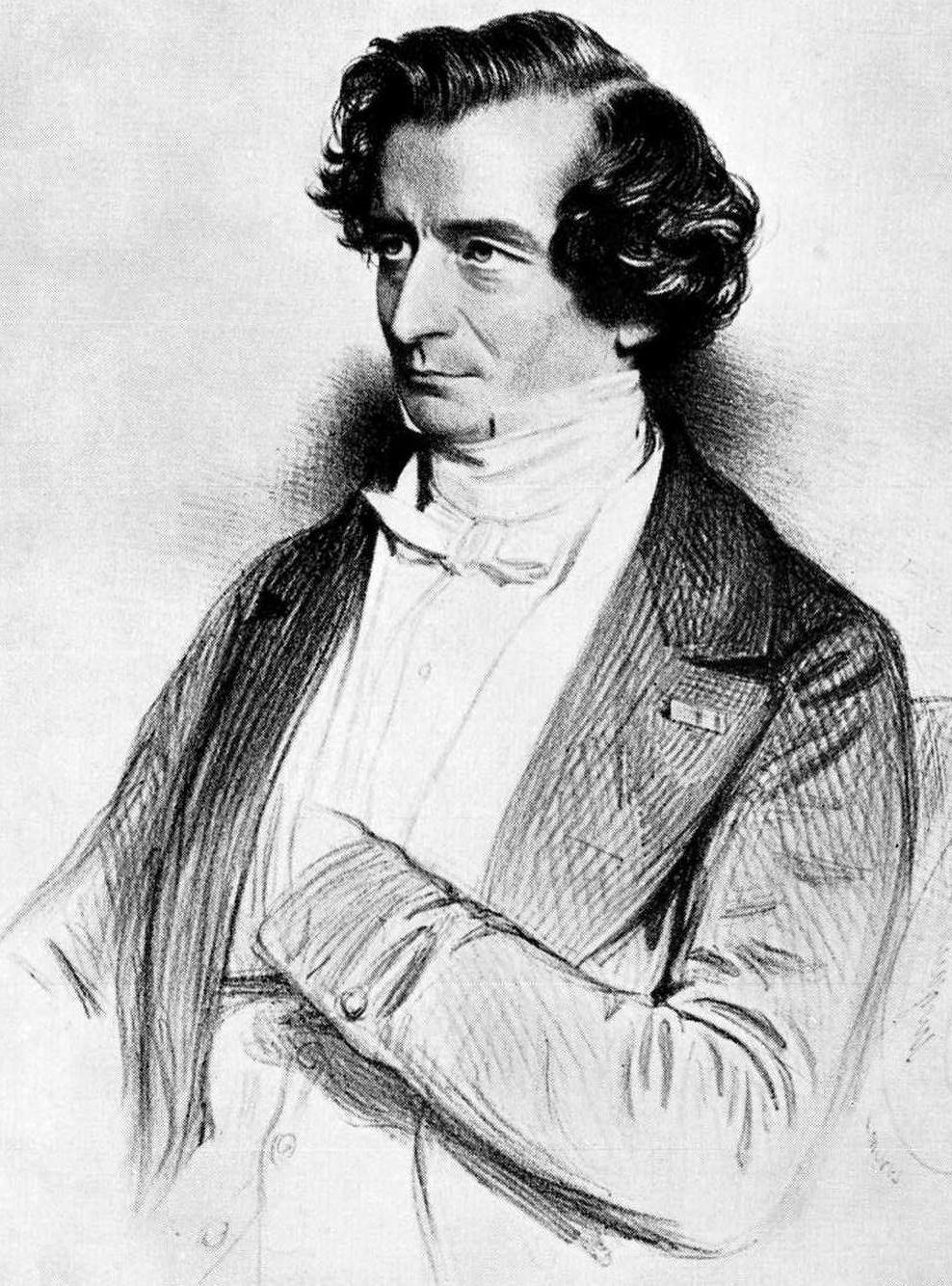
Le compositeur français Hector Berlioz.

La rue Berlioz est une voie privée située dans le 16e arrondissement de Paris. Elle débute au 30, rue Pergolèse et se termine au 7, rue du Commandant-Marchand.

## Origine du nom
La rue porte le nom du compositeur Hector Berlioz (1803-1869).

## Bâtiments remarquables et lieux de mémoire
- Au no 18 a habité l'actrice Romy Schneider, mariée avec Daniel Biasini, entre 1974 et 1980. La chambre de son fils David se trouvait au deuxième étage ; la fenêtre de gauche avec un chien assis, vue depuis la rue. La fenêtre de droite est devenue la chambre de Sara lorsqu'elle est née.
- Au no 20, habitait Rose Demay, actrice de théâtre et demi-mondaine,  au temps de sa célébrité, et principalement de 1903 à 1911.
- Au no 22 se trouve l'ambassade de Moldavie en France de 2010 à 2019.